# Вулиця Академіка Люльки (Львів)
Ву́лиця Академіка Архипа Люльки — вулиця у Галицькому районі міста Львова, в історичному середмісті. Сполучає вулицю Куліша з проспектом Чорновола.

## Історія
До 1870-х років вулиця мала назву Сонячна бічна III, від 1871 року — Перервана, від 1936 року — вулиця Штейнгауза, на честь Владислава Штейнгауза (1896—1915), польського військовика, капітана польських легіонів часів першої світової війни, учасника битви під Куклами, кавалера ордена Virtuti Militari (посмертно), кузена польського науковця, математика Гуго Штейнгауза. Під час німецької окупації Львова перейменована на Петрушевичґассе, на пошану українського громадсько-політичного діяча, президента Західноукраїнської Народної Республіки Євгена Петрушевича. У липні 1944 року повернена передвоєнна назва — вулиця Штейнгауза. У 1946 році чергове перейменування на вулицю Нахімова, на честь російського флотоводця, адмірала Павла Нахімова. Сучасна назва вулиці походить з 1992 року, на пошану українського радянського конструктора авіаційних двигунів, академіка Архипа Люльки.
Наприкінці 2014 року розпочалися роботи з капітального ремонту вулиці Академіка Люльки. Тоді ж ЛМКП «Львівводоканал» замінило тут водопровідні та каналізаційні мережі. Працівники ЛКП «ШРП Галицького району» на початку лютого 2015 року закінчили роботи із замощення проїжджої частини вулиці та облаштували нові хідники.
На території, обмеженої вулицями Куліша, Люльки, Медовою та проспектом Чорновола, планують збудувати новий готельний комплекс із закладами торгівлі та громадського харчування зі знесенням існуючих нежитлових будівель. З боку вулиці Академіка Люльки планують звести п'ятиповерховий готель на 26—29 номерів. Водночас детальний план території передбачає будівництво ще й цілого готельного комплексу, який складатиметься з кількох сполучених між собою будівель на 5—6 поверхів та підземного паркінгу. Входи та в'їзди здійснюватимуться з проспекту Чорновола та з вулиці Куліша. Загалом такий комплекс матиме близько 170 номерів, а також торгові заклади й кафе. В існуючих довколишніх будівлях, більшість з яких є пам'ятками архітектури, проведуть гідроізоляцію фундаментів.
У Львові облаштують сім нових платних майданчиків для паркування, загальною кількістю 112 машиномісць. Відповідне рішення 29 вересня 2022 року затвердили на черговій сесії Львівської міської ради. Новий паркувальний майданчик на сім паркувальних місць буде розташований на вул. Академіка Люльки.

## Забудова
У забудові вулиці Академіка Люльки присутні класицизм, віденська сецесія. Пам'ятки архітектури національного та місцевого значення відсутні.
№ 3 — триповерхова кам'яниця збудована на початку XX століття. У 2019 році виконком Львівської міськради виділив кошти з резервного фонду міського бюджету Львова для проведення невідкладних аварійно-відновлювальних робіт з виведення з аварійного стану окремих конструкційних елементів житлового будинку. На першому поверсі будинку міститься грумінг салон «ПрофіГрум».
№ 4 — триповерхова кам'яниця збудована на початку XX століття. Тут у міжвоєнний період містилася пекарня Презеса. Нині на першому поверсі будинку міститься ресторан грузинської кухні «Довлата». Літній майданчик ресторану розташований у скверику поряд.